# Gran Premio motociclistico del Belgio 1962
Il Gran Premio motociclistico del Belgio fu il quinto appuntamento del motomondiale 1962.
Si svolse l'8 luglio 1962 sul circuito di Spa-Francorchamps. Erano in programma tutte le classi tranne la 350.
Nella 50 Hans-Georg Anscheidt cercò vanamente di tenere il passo della Suzuki di Ernst Degner.
In 125 la lotta si restrinse alle Honda di Luigi Taveri e Jim Redman, con lo svizzero che tagliò per primo il traguardo.
Redman fu secondo anche in 250, attardato a causa di noie meccaniche. A vincere fu Bob McIntyre con l'altra 4 cilindri nipponica.
Agevole vittoria per Mike Hailwood in 500.
Nei sidecar Florian Camathias ottenne la sua prima vittoria stagionale.

## Classe 500

### Arrivati al traguardo
| Pos. | Pilota           | Moto      | Tempo        | Punti |
| ---- | ---------------- | --------- | ------------ | ----- |
| 1    | Mike Hailwood    | MV Privat | 1h 06' 04" 1 | 8     |
| 2    | Alan Shepherd    | Matchless | +1' 56" 2    | 6     |
| 3    | Tony Godfrey     | Norton    | +1' 59" 6    | 4     |
| 4    | Paddy Driver     | Norton    | +3' 53" 5    | 3     |
| 5    | Jack Findlay     | Norton    | +3' 59" 7    | 2     |
| 6    | Fred Stevens     | Norton    | +4' 35" 4    | 1     |
| 7    | Ernst Hiller     | Matchless | +1 giro      |       |
| 8    | Jack Ahearn      | Norton    | +1 giro      |       |
| 9    | Gyula Marsovszky | Norton    | +1 giro      |       |
| 10   | Raymond Bogaerdt | Norton    | +1 giro      |       |
| 11   | Rudolf Gläser    | Norton    | +3 giri      |       |

### Ritirati
| Pilota         | Moto   | Motivo ritiro |
| -------------- | ------ | ------------- |
| Bert Schneider | Norton |               |
| Ron Langston   | Norton |               |

## Classe 250
10 piloti al traguardo.

### Arrivati al traguardo
| Pos. | Pilota            | Moto       | Tempo     | Punti |
| ---- | ----------------- | ---------- | --------- | ----- |
| 1    | Bob McIntyre      | Honda      | 41' 42" 4 | 8     |
| 2    | Jim Redman        | Honda      | +1' 05" 4 | 6     |
| 3    | Luigi Taveri      | Honda      | +1' 05" 5 | 4     |
| 4    | Günter Beer       | Adler      | +1 giro   | 3     |
| 5    | Arthur Wheeler    | Moto Guzzi | +1 giro   | 2     |
| 6    | Pierre Vervroegen | Aermacchi  | +1 giro   | 1     |
| 7    | Han Leenheer      | Aermacchi  |           |       |
| 8    | Dan Shorey        | Bultaco    |           |       |

### Ritirati
| Pilota            | Moto      | Motivo ritiro |
| ----------------- | --------- | ------------- |
| Ernst Degner      | Suzuki    |               |
| Siegfried Lohmann | Adler     |               |
| Joop Vogelzang    | Aermacchi |               |
| Frank Perris      | Suzuki    |               |

## Classe 125

### Arrivati al traguardo
| Pos. | Pilota            | Moto   | Tempo     | Punti |
| ---- | ----------------- | ------ | --------- | ----- |
| 1    | Luigi Taveri      | Honda  | 41' 08" 1 | 8     |
| 2    | Jim Redman        | Honda  | +0" 2     | 6     |
| 3    | Paddy Driver      | EMC    | +2' 39" 7 | 4     |
| 4    | Mike Hailwood     | EMC    | +2' 51" 6 | 3     |
| 5    | Rex Avery         | EMC    | +3' 04" 7 | 2     |
| 6    | Giuseppe Visenzi  | Ducati | +6' 15" 6 | 1     |
| 7    | Arthur Wheeler    | Ducati | +1 giro   |       |
| 8    | Pierre Vervroegen | Ducati | +1 giro   |       |

## Classe 50

### Arrivati al traguardo
| Pos. | Pilota               | Moto     | Tempo     | Punti |
| ---- | -------------------- | -------- | --------- | ----- |
| 1    | Ernst Degner         | Suzuki   | 30' 48" 1 | 8     |
| 2    | Hans-Georg Anscheidt | Kreidler | +19" 9    | 6     |
| 3    | Luigi Taveri         | Honda    | +40" 1    | 4     |
| 4    | Seiichi Suzuki       | Suzuki   | +40" 4    | 3     |
| 5    | Wolfgang Gedlich     | Kreidler | +40" 6    | 2     |
| 6    | Jan Huberts          | Kreidler |           | 1     |
| 7    | Michio Ichino        | Suzuki   |           |       |
| 8    | Rudi Kunz            | Kreidler |           |       |
| 9    | Mitsuo Itoh          | Suzuki   |           |       |
| 10   | Dan Shorey           | Kreidler |           |       |

## Classe sidecar

### Arrivati al traguardo
| Pos | Pilota            | Passeggero          | Moto | Tempo     | Punti |
| --- | ----------------- | ------------------- | ---- | --------- | ----- |
| 1   | Florian Camathias | Harry Winter        | BMW  | 39' 56" 4 | 8     |
| 2   | Fritz Scheidegger | John Robinson       | BMW  | +54" 3    | 6     |
| 3   | Max Deubel        | Emil Hörner         | BMW  | +1' 28" 2 | 4     |
| 4   | Edgar Strub       | Gottfried Rüfenacht | BMW  |           | 3     |
| 5   | August Rohsiepe   | Lothar Böttcher     | BMW  |           | 2     |
| 6   | Claude Lambert    | Alfred Herzig       | BMW  |           | 1     |
| 7   | Henri Curchod     | Armand Beyeler      | BMW  |           |       |

## Fonti e bibliografia
- Corriere dello Sport, 9 luglio 1962, pag. 8.
- "Motor" n° 28 del 13 luglio 1962, pagg. 728-729[collegamento interrotto].
- Risultati della 500 su autosport.com, su autosport.com.
- Risultati di 125 e 250 su gazzetta.it